# Katharina Matz
Katharina Matz (* 11. Juni 1930 in Haindorf, Tschechoslowakei; † 3. März 2021 in Berlin) war eine deutsche Schauspielerin.

## Leben
Katharina Matz erhielt ihre Schauspielausbildung in Magdeburg. Ihr erstes Engagement bekam sie in Greifswald. 1954 holte sie Wolfgang Langhoff, der Intendant des Deutschen Theaters Berlin, an sein Haus. 1958 wurde sie von Ida Ehre, der Leiterin der Hamburger Kammerspiele, für zuerst zwei Inszenierungen eingeladen. Matz blieb dann für gleich vier Jahre an den Kammerspielen. 1962 wechselte sie an das Thalia Theater in Hamburg unter dem damaligen Intendanten Willy Maertens. Katharina Matz gehörte danach insgesamt 49 Jahre zum Ensemble des Thalia Theaters. 2011 kehrte sie nach Berlin zurück und war seitdem immer wieder als Gast am Deutschen Theater zu sehen.
1954 gab sie ihr Filmdebüt bei der DEFA in dem Zirkusfilm Carola Lamberti – Eine vom Zirkus und spielte bereits 1957 in dem Filmdrama Hotelboy Ed Martin ihre erste große Filmhauptrolle. Ihr erster Film in der Bundesrepublik Deutschland war 1959 Josef von Bákys Kriminalfilm Der Mann, der sich verkaufte, in dem sie an der Seite von Hildegard Knef, Hansjörg Felmy und Antje Weisgerber zu sehen war. Im darauffolgenden Jahr stand sie auf der Besetzungsliste für das von John Olden fürs Fernsehen inszenierte Drama Die Zeit und die Conways, in dem auch Oldens Frau Inge Meysel mitwirkte. Für Peter Zadeks abenteuerliche Kriminalfernsehserie Intercontinental Express stand Matz 1966 an der Seite von Rolf Schimpf in der zweiten Folge der Serie Die Puppe mit dem Porzellankopf vor der Kamera. In Günter Gräwerts zweiteiligem Historien-Klassiker Maximilian von Mexiko (1970), der von Michael Heltau verkörpert wurde, war die Schauspielerin als Kaiserin Eugénie, die Frau des von Siegfried Wischnewski verkörperten Kaiser Napoleon III., besetzt. Katharina Matz war auch in der Folgezeit immer wieder in verschiedenen Fernsehfilmen und -serien zu sehen.
In dem deutschen Thriller Who Am I – Kein System ist sicher mit Tom Schilling, Elyas M’Barek und Wotan Wilke Möhring in den Hauptrollen, in dem eine Hackergruppe global auf sich aufmerksam machen will, war Matz 2014 als Hilde Engel, Mutter des von Tom Schilling verkörperten Benjamin Engel besetzt.
2019 drehte die Schauspielerin für den SWR eine sechsteilige Serie mit dem Titel Der letzte Wille, die im Herbst 2020 im SWR Fernsehen ausgestrahlt wurde. Ihre letzte Rolle fürs Fernsehen spielte sie in der Anfang Oktober 2020 ausgestrahlten Tatortfolge Ein paar Worte nach Mitternacht, dem zwölften Fall des Berliner Ermittlerduos Rubin und Karow. Vor dem ersten Lockdown im Frühjahr 2020 probte Katharina Matz noch für die Uraufführung des Bühnenstücks Das Herz der Krake von Nis-Momme Stockmann am Deutschen Theater Berlin.

## Filmografie
- 1954: Carola Lamberti – Eine vom Zirkus
- 1955: Hotelboy Ed Martin
- 1957: Vergeßt mir meine Traudel nicht
- 1959: Im Sonderauftrag
- 1959: Der Mann, der sich verkaufte
- 1959: Ein ungewöhnlicher Tag
- 1959: Eine alte Liebe
- 1960: Die Zeit und die Conways (Fernsehfilm)
- 1960: Michas Weg nach Bethlehem (Fernsehfilm)
- 1962: Das Schloß (Fernsehfilm)
- 1966: Intercontinental Express (Fernsehserie, Folge 2 Die Puppe mit dem Porzellankopf)
- 1968: Polizeifunk ruft – Auf schiefer Bahn (Fernsehserie)
- 1970: Maximilian von Mexiko (2-teiliger Fernsehfilm)
- 1970: Schmetterlinge weinen nicht
- 1970: Interview mit Herbert K. (Fernsehfilm)
- 1972: Wir 13 sind 17 – Jörg Formella (Fernsehserie)
- 1974: Zinngeschrei (Fernsehfilm)
- 1975: Der Stechlin (Fernseh-Dreiteiler)
- 1975: Hoftheater (Fernsehserie, 6 Folgen)
- 1977: Sonderdezernat K1 – Der Stumme (Fernsehserie)
- 1977: Britta (Fernsehspiel)
- 1978: Gesucht wird … – Karl Heinz Laupe (Fernsehserie)
- 1979: Die wunderbaren Jahre
- 1981: Der Fuchs von Övelgönne – Warum brennt die Nordsee (Fernsehserie)
- 1982: Schwarz Rot Gold – Unser Land (Fernsehserie)
- 1983: Chamäleon (Fernsehserie)
- 1985: Der Alte – Tödlicher Bumerang (Fernsehserie)
- 1985: Aus familiären Gründen (Fernsehfilm)
- 1987: Der Landarzt – Große Kinder, große Sorgen (Fernsehserie)
- 1987: Der Alte – Der sanfte Tod (Fernsehserie)
- 1987: Tatort – Eine Million Mäuse (Fernsehreihe)
- 1987: Das Erbe der Guldenburgs – Das offene Messer (Fernsehserie)
- 1988: Fifty-Fifty
- 1989: Quatre mains
- 1989: Zwei Münchner in Hamburg (Fernsehserie, Folge Was macht der Mensch nach Feierabend?)
- 1990: Und wenn’s nicht klappt, dann machen wir’s nochmal (Fernsehfilm)
- 1991: Unsere Hagenbecks (Fernsehserie)
- 1995: Rosamunde Pilcher – Das Ende eines Sommers (Fernsehserie)
- 1996: Immer wieder Sonntag – Kam, sah und siegte (Fernsehserie)
- 1996: Zwei Leben hat die Liebe (Fernsehfilm)
- 1996: Freunde fürs Leben – Freundschaftsvertrag (Fernsehserie)
- 1998: Ärzte – Dr. Vogt – Spätschäden (Fernsehserie)
- 2001: Jenseits (Fernsehfilm)
- 2002: Der Unbestechliche
- 2004: SOKO Köln – Krieg der Sterne (Fernsehserie)
- 2005: Der Dicke – Die Nummer 1 (Fernsehserie)
- 2007: Bis zum Ellenbogen
- 2007: Einfache Leute (Fernsehfilm)
- 2008: Notruf Hafenkante – Herz an Herz (Fernsehserie)
- 2010: Unter anderen Umständen – Tod im Kloster
- 2011: Lindburgs Fall (Fernsehfilm)
- 2012: Komm, schöner Tod (Fernsehfilm)
- 2013: Großstadtrevier – Der zweite Mann (Fernsehserie)
- 2013: Tatort – Schwindelfrei
- 2013: Die letzte Instanz
- 2014: Who Am I – Kein System ist sicher
- 2016: In aller Freundschaft – Feuerteufel! (Fernsehserie)
- 2016: Emma nach Mitternacht – Der Wolf und die sieben Geiseln
- 2017: SOKO Stuttgart – Beste Freunde (Fernsehserie)
- 2019: Totengebet (Fernsehfilm)
- 2019: Leif in concert
- 2020: Tatort – Ein paar Worte nach Mitternacht
- 2020: Der letzte Wille (Fernsehserie)

## Theater (Auswahl)
- 1954: Hotelboy Ed Martin von Albert Maltz. Regie: Ernst Kahler (Rolle: Frau Martin), Deutsches Theater Berlin – Kammerspiele
- 1954: Faust. Der Tragödie erster Teil von Johann Wolfgang von Goethe. Regie: Wolfgang Langhoff (Rolle: Schöne), Deutsches Theater, Berlin
- 1956: Nora von Henrik Ibsen. Regie: Johan Hanau (Rolle: Stubenmädchen), Deutsches Theater, Berlin
- 1956: Viel Geschrei und wenig Wolle von Ludwig Holberg. Regie: Wolfgang Thal (Rolle: Leonora), Deutsches Theater, Berlin
- 1956: Das Konzert von Hermann Bahr. Regie: Robert Meyn (Rolle: Delfine), Deutsches Theater, Berlin
- 1970: Olympia von Franz Molnár, Regie: Peter Loos (Rolle: Olympia), Thalia Theater, Hamburg
- 1976: Buridans Esel von Ulrich Plenzdorf. Regie: Tom Toelle (Rolle: Elisabeth), Thalia Theater, Hamburg
- 1977: Der Hauptmann von Köpenick von Carl Zuckmayer. Regie: Gerd Heinz (Rolle: Frau Obermüller), Thalia Theater, Hamburg
- 1977: Der Irre von Edward Bond. Regie: Gerd Heinz (Rolle: Mrs. Emmerson), Thalia Theater, Hamburg
- 1978: Kabale und Liebe von Friedrich Schiller, Regie: Gerd Heinz (Rolle: Frau Miller), Thalia Theater, Hamburg
- 1980: Der Kandidat von Carl Sternheim. Regie. Richard Münch, Thalia Theater, Hamburg
- 1980: Attest von Pavel Kohout. Regie. Pavel Kohout (Rolle: Frau Bláža). TiK (Thalia in der Kunsthalle)
- 1980: Traumulus von Arno Holz und Oskar Jerschke. Regie: Klaus Dieter Kirst (Rolle: Frau von Professor Niemeyer) Thalia Theater, Hamburg
- 1981: Der Geizige von Molière. Regie: Annegret Ritzel (Rolle: Frosine) Thalia Theater, Hamburg
- 1981: Maria kämpft mit den Engeln von Pavel Kohout. Regie: Pavel Kohout. Thalia Theater, Hamburg
- 1985: Peer Gynt (Teil 1) von Henrik Ibsen. Regie: Jürgen Flimm (Rolle: Kari und Ein altes Weib mit Kornsack), Thalia Theater, Hamburg
- 1985: Die Jungfrau von Orleans von Friedrich Schiller. Regie: Jürgen Flimm (Rolle: Königin Isabeau) Thalia Theater, Hamburg
- 1987: Die Katze auf dem heißen Blechdach von Tennessee Williams. Regie: Arie Zinger (Rolle: Big Mama), Thalia Theater, Hamburg
- 2007: Ulrike Maria Stuart von Elfriede Jelinek. Regie: Nicolas Stemann, Thalia Theater, Hamburg
- 2008: Das letzte Feuer von Dea Loher. Regie: Andreas Kriegenburg, Thalia Theater, Hamburg
- 2012: Antwort aus der Stille von Max Frisch. Regie: Frank Abt. Eine Koproduktion mit den Ruhrfestspielen Recklinghausen, Deutsches Theater, Berlin
- 2014: Der Besuch der alten Dame von Friedrich Dürrenmatt. Regie: Bastian Kraft (Rolle: eine von fünf Claire Zachanassians), Deutsches Theater, Berlin
- 2015: Immer noch Sturm von Peter Handke. Regie: Frank Abt (Rolle: Großmutter), Deutsches Theater, Berlin
- 2015: 100 Sekunden (wofür leben) – ein Rechercheprojekt. Regie: Christopher Rüping, Deutsches Theater, Berlin
- 2017: Das Fest von Bo hr. Hansen. Regie: Anne Lenk (Rolle: Großmutter väterlicherseits), Deutsches Theater, Berlin
- 2018: Alte Meister nach Thomas Bernhard, Fassung von Thom Luz und David Heiligers. Regie: Thom Luz (Rolle: Frau Reger), Deutsches Theater, Berlin
- 2019: In der Sache J. Robert Oppenheimer von Heinar Kipphardt. Regie: Christopher Rüping, Deutsches Theater, Berlin
- 2019: Hekabe – Im Herzen der Finsternis nach Homer / Euripides. Regie: Stephan Kimmig, Deutsches Theater, Berlin

## Hörspiele (Auswahl)
- 1972: Günter Eich: Zeit und Kartoffeln [3] – Regie: Peter Michel Ladiges – Südwestfunk / Hessischer Rundfunk / Norddeutscher Rundfunk
- 2010: John von Düffel: Das fünfte Gebot – Regie: Christiane Ohaus (Radio-Tatort – RB)
- 2012: John von Düffel: Ein klarer Fall – Regie: Christiane Ohaus (Radio-Tatort – RB)
- 2012: Markus Köbeli: Lenin [4] – Regie: Annette Kurth, WDR
- 2013: John von Düffel: Geisterstunde – Regie: Christiane Ohaus (Radio-Tatort – RB)
- 2015: John von Düffel: Die Toten ruhen (Evernichs Mutter) – Regie: Christiane Ohaus (Radio-Tatort – RB)
- 2017: Jocelyne Saucier: Ein Leben mehr. Regie: Andreas Jungwirth, Deutschlandfunk Kultur
- 2020: Robert Harris: Der zweite Schlaf (12 Teile) (Schwester Mercy) – Regie: Leonhard Koppelmann (Hörspielbearbeitung – HR/Der Hörverlag)

## Auszeichnungen
- 2008: Rolf-Mares-Preis für ihre Darstellung in Das letzte Feuer im Thalia Theater, Hamburg